# Stafford Northcote
Stafford Henry Northcote, 1. hrabě z Iddesleighu (Stafford Henry Northcote, 1st Earl of Iddesleigh, 1st Viscount St. Cyres, 8th Baronet Northcote of Hayne) (27. října 1818, Londýn, Anglie – 12. ledna 1887, Londýn, Anglie) byl britský státník, významný představitel Konzervativní strany druhé poloviny 19. století. Třicet let byl členem Dolní sněmovny a zastával řadu vládních funkcí, byl ministrem obchodu, ministrem pro Indii a ministrem zahraničí. V roce 1885 byl povýšen na hraběte.

## Kariéra
Pocházel ze starobylého šlechtického rodu z Devonu připomínaného od 12. století (původně pod jménem Nordcote), byl synem poslance Henryho Northcota (1792–1850). Studoval v Etonu a Oxfordu, od roku 1847 působil jako právník, zároveň byl tajemníkem W. Gladstona, s ním se ale názorově neshodl a později se připojil ke konzervativcům. V letech 1842–1850 pracoval na ministerstvu obchodu, v roce 1851 byl komisařem pro organizaci Světové výstavy. V letech 1855–1856 a 1857–1885 byl členem Dolní sněmovny za Konzervativní stranu. Členem vlády se stal poprvé jako prezident úřadu pro obchod (1866–1867), od roku 1866 byl zároveň členem Tajné rady, pak byl státním sekretářem pro Indii (1867–1868). V letech 1869–1874 byl guvernérem Společnosti Hudsonova zálivu a jejích území v Kanadě (tzv. Severozápadní provincie, v roce 1870 došlo k prodeji území Velké Británii). V Disraeliho vládě byl lordem kancléřem (1874–1880) a zároveň mluvčím vlády v Dolní sněmovně. V letech 1880–1885 byl mluvčím konzervativní opozice. Po návratu konzervativců k moci získal titul hraběte z Iddesleighu (1885) a v roce 1885 byl krátce kancléřem pokladu. Svou kariéru završil jako ministr zahraničí (1886–1887).
V lednu 1887 ze zdravotních důvodů podal rezignaci na funkci ministra zahraničí, tentýž den zemřel náhle v Downing Street 10, sídle premiéra. Premiér Salisbury pak úřad ministra zahraničí převzal, protože se sám od mládí zahraniční politice věnoval.

## Další aktivity a rodina

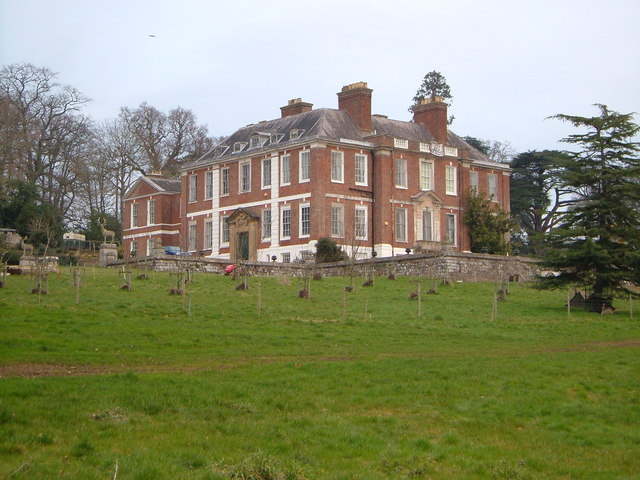
Zámek Pynes House (Devon), hlavní sídlo rodu Northcote

Uplatnil se také jako spisovatel, byl členem Královské společnosti (1875) a v letech 1883–1887 rektorem univerzity v Edinburghu. Krátce před smrtí zastával úřad lorda-místodržitele v Devonu (1886–1887), kde vlastnil statky s hlavním rodovým sídlem Pynes House. Byl rytířem Řádu lázně (1851).
S manželkou Cecilií Farrer (1823–1910) měl deset dětí, sedm synů a tři dcery. Dědicem titulů byl nejstarší syn Walter Stafford Northcote, 2. hrabě z Iddesleighu (1845–1927), druhorozený syn Henry Stafford Northcote (1846–1911) byl členem vlády a generálním guvernérem v Austrálii, v roce 1900 získal titul barona.